# スナリー・ラチャシマ
スナリー・ラチャシマ（タイ語: สุนารี ราชสีมา、英語: Sunaree Rachasima、1968年3月6日 - ）は、タイのルクトゥン（田舎歌）歌手。1983年、13歳のときROTA社（ค่าย ROTA）のもとでアーティストとしての契約を皮切りに十数社のレーベルと契約を結んでいる。ルクトゥンの女王（ราชินี เพลงลูกทุ่งไทย）の異名を持つ。非常に広い声域を持ち、低音から高音にかけて弱点がなく、また自在なビブラートや類い希な表現力で、その歌は他の追随を許さない。彼女の物真似をする者がいないことからも、それは窺える。
かつて「歌うのが一番難しい曲」の投票で最多の票を獲得したのが「家に帰るまえに妻に訊ねてみる（กลับไปถามเมียดูก่อน）」という曲で、スナリーの持ち歌であると共に最も有名な曲の1つである。
全国で人気が出るまえはバンコク都内のカフェー（คาเฟ。当時タイではキャバレー・ショーのあるスタイルの店を、こう呼んだ）で少ないながらも根強い人気を博した。この頃の事を歌ったのが「おばあちゃんの足に敬意（กราบเท้าย่าโม）」で、スナリーのバンコクでの生活を投影しており、これも彼女の最も有名な代表作の1つである。

## 略歴
1968年3月16日、ナコンラチャシマ県（นครราชสีมา）ノンタイ地区（โนนไทย）に生まれる。現在、出生地はプラトンカム区（พระทองคำ）に行政区域変更された。
本名はティム・ソンナー。（ทิม สอนนา）父はティヤム・ソンナー（เทียม สอนนา）。母はヨム・ソンナー（ยม สอนนา）。バーンタムボパッタナー（บ้านทำนบพัฒนา）小学校を6年で卒業。その後、縫製工場で働いたが、その傍ら13歳で地方の歌謡コンテストに出場。このときスナリー・ラチャシマという芸名を使う。これは親友の名前と出身地のナコンラチャシマから取ったもの。コンテスト本選の結果は女性部門で準優勝だったが、「見た目は地味だが、歌は一番巧かった」との説得によりレコードデビューを承諾。
初録音は「さようならコラート（ลาโคราช）」と「コラートに帰る（กลับโคราช）」の2曲をタプティム・ニヨムトーン（ทับทิม นิยมทอง　ルビー・黄金という意味）という芸名で発表するが当時はヒットしなかった。曲名のコラートとは、出身県ナコンラチャシマの通称。
確実にヒットに向けて歩み出したのは作曲家のチョラティー・タントン（ชลธี ธารทอง）の助言でスナリー・ラチャシマの名前に芸名を戻してからだった。この名義に戻してからしばらくはスローテンポの曲が多く、それはそれで彼女の歌に良く調和し、徐々に人気を博し、次々と新曲を発表した。次第に曲のバリーエーションもスローだけでなく多様化して、「ルクトゥンの女王」の異名をほしいままにした。また歌だけでなく、映画にも出演している。
結婚はオランダ人のウオーター・グラフ（วาวเตอร์ เดราฟ）と。2016年7月6日に入籍。2016年12月18日に挙式。

## 芸能の背景
一家の生計の一助とするため、縫製工場で働きながら地方の歌謡コンテストに応募していたが、それも1つや2つではなく小さなコンテストだろうと頻繁に参加した。やがてプラチュワップ・チャンパートーン（ประจวบ จำปาทอง　デパートのオーナー）主催のコンテストに応募したとき、初めて「スナリー・ラチャシマ」を名乗った。スナリーは、この親友の名前が好きでたまらなかったので非常に愛着があるという。
多くのコンテストがそうであるように、スナリーが応募した大会も地方予選で始まり、それに勝つと全国大会に進むことになる。全国大会に出場が決まると「実家の脛齧りの穀潰し」になるとスナリーは語った。全国大会に出ることになると、その間収入が途絶えるばかりか移動費や食費が嵩むからだった。
全国大会の本選に進んだものの、結果は彼女の希望に反して準優勝だったので、スナリーは非常に落胆した。しかし彼女の歌はセムスック放送のラジオ司会者など、玄人の耳を惹きつけ魅了し、彼らは挙ってスナリーにレコーディングを薦めた。そこでチャートリー・シーチョン（ชาตรี ศรีชล）とセンスック・デーンダムヌアン（แสนสุข แดนดำเนิน）という2人の歌手と共にバンドを組んだ。
タプティム・ニヨムトーン（ทับทิม นิยมทอง）という芸名を与えられ、「さようならコラート（ลาโคราช）」と「コラートに帰る（กลับโคราช）」の2曲を録音したが当時はヒットせず、スナリーは失意の日々を送ることになる。
しかし、多くの人の励ましもあり、ピュア・オーディオ（ชัวร์ออดิโอ）社と契約を結び、芸名をスナリー・ラチャシマに戻す。その頃の流行だったテンポの速い曲よりも、スナリーにはスローな曲が似合うと考えたレーベルの判断で、ことさら「スローテンポ」を宣伝した。この戦略が功を奏して、スナリーの名はタイ国内で爆発的に知れ渡ることになった。歌手としてはポーンシリ・ワラヌット（ผ่องศรี วรนุช）や、プムプワン・ドゥワンチャン（พุ่มพวง ดวงจันทร์）に次ぐ知名度といえる。
ともあれスナリーの人気は、テレビ放送がメディアに参入したことが大きな影響を与えた。彼女は、飛び抜けた美貌やスタイルの良さを持ち合わせていた訳ではなかったので、そういったアピールは一切せずにレコードやテープの売り上げを伸ばすために、歌の巧さをアピールした。歌のスタイルはポーンシリ・ワラヌットのような昔ながらのボーカリストではなく新しいスタイルだったので、それが新時代のメディアにマッチしたということが言える。また、マイクの使い方に現れるように当時の最新技術に対応した歌唱だったのも良かった。
作曲家チョンラティー・タントーン（ชลธี ธารทอง）著「音楽の天使（เทวดาเพลง）」によると、スナリーは才能に恵まれた娘であると言う。しかし残念な事には代々の貧困とコネクションの無さのため、しなくてもいい苦労を強いられ、歌手として売り出すにも様々なコンクールを手当たり次第に受けなくてはならなかった。コラートのコンクールで勝ち抜き、バンコクに出てきてからもなお、バンコクのラムイントラkm8通りにあるセンニット市場の場末のコンクールに出場した。もちろん優勝したのだが、この優勝で参加資格を得たのがテレビのチャンネル7の番組「黄金の歌声への道（ชุมทางเสียงทอง）」という勝ち抜き歌番組だった。順調に勝ち進んで、結果は準優勝だったがその内実は15人いる審査員のうち7人がスナリーを推すという接戦だったので、優勝者と準優勝者の2人に歌のレッスンをつけることになった。
結局レッスンが終わり、デビューしたのは準優勝者のスナリーだったが、歌のヒットを出すまでは生活に困窮し、水道や電力を止められたこともあったという。タイの女性としては背も手足も大きく（当時のタイでは美しい女性の条件ではなかった）、顔も取り立てて美人ではなかったスナリーは自分の歌声だけを武器にスターダムを駆け上がり、最高のアーティストとなり、こんにち彼女を知らない者はいない。

## 受賞
- 半世紀に亘るタイの歌賞 アルバム「มณีพลอยร้อยแสง 煌めく宝石」（ラート・シーチョーク เลิศ ศรีโชค作曲など）（1991）。シリントーンより受賞。

## ディスコグラフィー

### アルバム
- "Sud Thai Thee Krung Thep" (สุดท้ายที่กรุงเทพ)
- "Eek Nid Si" (อีกนิดซิ)
- "Bao Bao Si" (เบาๆ ซิ)
- "Khong Fak Jak Ban Nok" (ของฝากจากบ้านอก)
- "Thang Sai Mai" (ทางสายใหม่)
- "Raiyan Jak Huajai" (รายงานจากหัวใจ)
- "Jep Toe" (จีบต่อ)
- "Tham Pen Kuean" (ทำเป็นเขิน)
- "Thee Kao Soay Dueam" (ที่เก่าซอยเดิม)
- "Fon Nao Sao Kruan" (ฝนหนาวสาวครวญ)
- "Lakorn Bot Cham" (ละครบทช้ำ)
- "Thee Pueng Thang Jai" (ที่พึ่งทางใจ)
- "Manee Ploi Roy Saeng" (มณีพลอยร้อยแสง)

### 代表曲
- "Sud Thai Thee Krung Thep"
- "Krab Thao Ya Moe"
- "Klab Bai Tham Miea Doo Khon"
- "Motorcy Nung San"
- "Mue Tue Mai Fai Song Naa"
- "Jam Sieang Lieang Phoe"